# Eupithecia boloniensis
Eupithecia boloniensis är en fjärilsart som beskrevs av Geoffroy 1785. Eupithecia boloniensis ingår i släktet Eupithecia och familjen mätare. Inga underarter finns listade i Catalogue of Life.